# MUFON
MUFON е най-голямата и най-отдавна съществуваща НЛО организация в Съединените американски щати и света.
Седалището на организацията е в град Нюпорт Бийч, щата Калифорния. Тя е създадена от Алан Утка, който е и първият директор на организацията, на 30 май 1969 г.

## Директори
- 1969 – 1970: Алан Утка
- 1970 – 2000: Уолтър Х. Андрюс (младши)
- 2000 – 2006: Джон Шуслар
- 2006 – 2010: Джеймс Карион[2]
- 2010 – 2012: Клифърт Клифт
- 2012 – 2013: Дейвид Макдоналд
- 2013 – сега: Ян Харзан